# 浙贝母
浙贝母（学名：Fritillaria thunbergii），为百合科贝母属下的一个植物种。

## 外部連結
- 浙貝母 中藥材圖像數據庫  (香港浸會大學中醫藥學院) （中文）（英文）
- 浙貝母 Zhe Bei Mu （页面存档备份，存于） 中藥標本數據庫 (香港浸會大學中醫藥學院) （繁體中文）（英文）